# 카 2
《카 2》(Cars 2)는 2011년 7월 20일에 개봉한 미국의 영화이며, 《카》를 잇는 두 번째 작품이다.

## 줄거리
주인공 맥퀸은 피스톤 컵에서 한 시즌 동안 4번이나 우승하고 레디에이터 스프링스에 돌아 와 휴식하려 했다. 메이터는 그런 맥퀸과 같이 신나게 놀고 싶었지만 맥퀸의 머릿 속은 거의 샐리의 생각으로 가득찼다. 어느날 상사가 보는 TV프로그램에 석유 억만장자였지만 알리놀이라는 대체연료에 연구를 몰두하는 마일즈 액셀로드 경이 나오고 그는 알리놀의 위력을 보여주기 위해 세계 월드 그랑프리를 개최했다. 이 때 메이터가 건 전화 때문에 맥퀸은 이탈리아 F1 경주차 프란체스코 베르누이랑 레이스를 약속하게 된다. 한편 세상에게 무시 받고 사는 레몬카들이 알리놀의 약점을 알아내고 그 약점을 이용해 알리놀의 사용을 반대시키려 한다. 이에 영국 첩보원 핀 맥미사일과 이제 막 아카데미를 졸업하고 첩보원이 된 홀리 쉬프트웰이 수사에 들어간다. 맥퀸은 처음으로 메이터를 경기에 데리고 간다. 하지만 메이터는 그 곳이 낮설어 하는 행동이 영 어설프다. 그 중간에 레몬카에게 위협을 받던 미국 스파이가 중요한 정보를 메이터에게 줘 버린다. 메이터는 자신의 잘못으로 도쿄에서의 첫 레이스를 망친 맥퀸에게 자신의 도움이 필요없다는 말을 듣고 상처 받고, 메이터는 다시 미국으로 돌아가는 중간에 핀과 홀리에게 첩보원으로 오해를 받고 게다가 이번 사건에 가담한 보스의 부품을 설명하니 얼떨 결에 메이터는 이 둘을 따라다니게 된다. 한편 레몬카들의 방해로 알리놀이 사람들에게 미움을 받게된다. 그런데 뜻 밖에도 맥퀸이 마지막 런던에서의 레이스에서 알리놀을 쓰기로 결정한다. 하지만 맥퀸은 알고 보니 필모어와 상사가 연료를 그새 바꿔놓았고 그 덕분에 맥퀸은 살게 된다. 메이터는 이 일을 잘 마무리해 영국 엘리자베스 여왕에게 훈장을 받게 된다.

## 등장인물

### 경주차

#### 팀 95
라이트닝 맥퀸미국 대표. 레디에이터 스프링스 영주권 소유. 스토크 레이스카. 다수 피스톤컵 우승으로 세계적 유명인사. 멋진 도색 페인트 문양과 번개 스티커 대신 넣은 진짜 헤드라이트가 일품!
메이터분위기 메이커. 맥퀸의 크루 지프. 어쩌다가 스파이의 길을 걷게 된다.
귀도와 루이지레디에이터 스프링스에서 타이어 가게 운영하다가 맥퀸의 정비팀이 됨. 이태리 출신. 페라리 마니아로 루이지는 타이어 압력조절 매니저. 지게차인 귀도는 타이어 교체 기술자로, 2.5초만에 타이어를 교체할 수 있다.
필모어레디에이터 스프링스에서 유기농 연료 판매 중. 연료 공급 매니저.
상사상사이자 소형 지프차로, 군용가게 운영. 서스펜션 체크 매니저.

### 월드 그랑프리

#### 관계자
마일즈 엑설러로드 경전 석유 재벌로, 국토 횡단을 하다가 실종되고, 실종 된 지 한 달 정도 만에 돌아오고, 전기차로 개조했다. 북적의 디즈니 빌런. 맵시 넘치는 SUV 차로, 그랑프리의 주관인이다.새 대체 연료 알리놀을 만든다.

#### 국제 경주차
프란체스코 베르누이이태리 대표. 유럽을 비롯한 세계 각지에서 유명한 포뮬러 경주차이다. 국제 포뮬러 레이서 챔피언이고, 라이트닝 맥퀸의 끈적한 라이벌.
슈 토도로키일본 대표. LMP경주차로, 스포츠카이다.
제프 골뱃미국 대표. GT차로 장거리에 유리한 고성능 차이다.맥퀸의 도쿄 파티에서 처음으로 만나는 친구(?)
라울 사울프랑스 대표. 랠리 경주차로, 장거리 경주차이다.
니젤 지얼슬리영국 대표. GT경주차이다.
미주엘 카미노스페인 대표. GT경주차이다.
막스 슈넬독일 대표. WTC경주차로, 세계 투어링카 챔피언.
카를라 베르소브라질 대표. LMP경주차이다.

## 목소리 출연
- 오언 윌슨 - 라이트닝 맥퀸
- 래리 더 케이블 가이 - 메이터
- 마이클 케인 - 핀 맥미사일
- 에밀리 모티머 - 홀리 시프트웰
- 에디 이저드 - 마일즈 액셀러로드
- 존 터투로 - 프란체스코 베르누이
- 존 라첸버거 - 맥
- 브렌트 머즈버거 (Brent Musburger) - 프렌트 머스탱버거
- 조 만테냐 - 그렘
- 토마스 크레치만 - Z교수
- 보니 헌트 - 샐리
- 피터 제이컵슨 - 에이서
- 대럴 월트립 (Darrell Waltrip) - 대럴 카트립
- 프랑코 네로 - 토폴리노 삼촌
- 토니 샬호브 - 루이지
- 데이비드 홉스 (David Hobbs) - 데이비드 홉스캡
- 패트릭 워커 (Patrick Walker) - 멜 도라도
- 제이슨 아이작스 - 시드델리
- 제프 고든 - 제프 고르벳
- 제니퍼 루이스 (Jenifer Lewis) - 플로
- 귀도 콰로니 (Guido Quaroni) - 귀도
- 윌리엄 왕자(Prince William) - 윌리엄 왕자
- 버네사 레드그레이브 - 더 퀸
- 치치 마린 (Cheech Marin) - 라모네

### 한국판 성우진
- 오인성 - 라이트닝 맥퀸
- 기영도 - 메이터
- 이선 - 샐리
- 노민 - 보안관
- 장승길 - Z 교수 / 라몬
- 이윤선 - 루이지
- 박상일 - 맥
- 조동희 - 상사
- 장광 - 핀 맥미사일
- 김승준 - 마일즈
- 이인성 - 프란체스코
- 소연 - 홀리
- 정승욱 - 토크
- 류다무현 - 리랜드
- 서문석 - 오티스 / 데이비드 홉스캡
- 임은정 - 여왕
- 김규식 - 정보원
- 최원형 - 중계원
- 탁원제 - 대럴 카트립